# نقشه شناختی

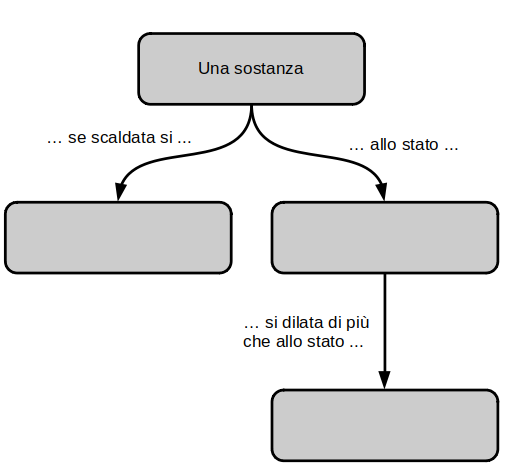
این تصویر بخشی از نقشۀ شناختی «گرما و دما» است که ارتباط میان گرمایش، تغییر حالت ماده و میزان انبساط حرارتی را نشان می‌دهد.

نقشۀ شناختی (انگلیسی: Cognitive map) (که با عنوان نقشۀ ذهنی یا مدل ذهنی نیز شناخته می‌شود) گونه‌ای بازنمایی ذهنی است، که به‌منظور دریافت، رمزنگاری، ذخیره‌سازی، فراخوانی و رمزگشایی اطلاعات در سامانه‌های اطلاعاتی، مورد استفاده قرار می‌گیرد. این مفهوم نخستین بار در سال ۱۹۴۸ توسط ادوارد تلمن مطرح شد، که از آن برای ترسیم سازه‌های شخصی استفاده کرد. بعدها بسیاری از محققان فعال در حوزۀ تحقیق در عملیات، این مفهوم را توسعه دادند.
نقشه‌های شناختی نمایش ترسیمی دیدگاه افراد است. ترسیم نقشۀ شناختی برای درک چگونگی ذخیره‌سازی و انتقال اطلاعات و دانش توسط افراد، به هنگام تعامل با سامانه‌های اطلاعاتی به‌کار می‌رود. نقشه‌های شناختی و مدل‌های ذهنی، ابزاری برای باورهای ذهنی و ترسیم آنها می‌باشند، که در طراحی و توسعۀ سیستم‌های اطلاعاتی استفاده می‌شوند. نقشه‌های شناختی در زمینه‌های مختلف مانند صنعت، روانشناسی، آموزش، باستان‌شناسی، برنامه‌ریزی، جغرافیا، نقشه‌برداری، معماری، برنامه‌ریزی شهری، مدیریت و تاریخ، مورد مطالعه قرار گرفته‌است.